# Крижанівський Володимир Прокопович
Володимир Прокопович Крижанівський (19 травня 1947, Деренковець, Черкаська область) — український науковець. Доктор історичних наук (1992), професор (1994). Відмінник освіти України (2000), Заслужений працівник освіти України (2008).

## Біографія
Народився 19 травня 1947 року в селі Деренківець Корсунь-Шевченківський район на Черкащині. У 1971 році закінчив історичний факультет Київського державного університету імені Тараса Шевченка. У 1974 році закінчив аспірантуру Київського державного університету імені Тараса Шевченка. Захистив кандидатську дисертацію «Більшовики України на муніципальних виборах 1917 р.» (науковий керівник — професор О. А. Бородін). У 1992 році захистив докторську дисертацію «Більшовики і парламентаризм в Росії: історіографія проблеми» (науковий консультант — професор Л. Ю. Горєлов).
У 1973—1974 — асистент кафедри Київського університету;
У 1974—1976 — старший викладач;
У 1976—1986 — доцент;
У 1986—1988 — доцент кафедри Вищої партійної школи при ЦК Компартії України.
У 1988—1992 — докторант, старший науковий співробітник, доцент Київського інституту політології та соціального управління.
У 1992—1993 — професор Інституту міжнародних відносин Київського університету
У 1993—2007 — заступник директора Інституту міжнародних відносин Київського університету
З 1997 — завідувач кафедри країнознавства Інституту міжнародних відносин Київського національного університету імені Тараса Шевченка

## Дисципліни
- «Країнознавство. СНД»,
- «Методика викладання у вищій школі»,
- «Основи наукових досліджень»,
- «Основи країнознавства»,
- «Загальна історія держави і права»,
- «Історія держави і права України».

## Сфера наукових інтересів
- Політична історія України і Росії першої чверті ХХ ст.,
- історіографія,
- політологія міжнародних відносин.
- історія української державності ХІХ — першої чверті ХХ ст. та зовнішньої політики України

## Наукові праці
- У боротьбі за владу Рад в Україні. — К., 1977 (у співавт.);
- Утворення і розвиток СРСР. — К., 1982 (у співавт.);
- Парламентська тактика більшовиків у період переростання буржуазно-демократичної революції в соціалістичну // УІЖ. — 1987. — № 8;
- Геополітичний чинник в історії української державності // Українська державність: історія і сучасність. — К., 1994;
- Україна і Європа — позиції щодо європейської безпеки // Україна в архітектурі європейської безпеки. — Баден-Баден, 1997 (нім. мовою);
- Українсько-російські відносини у контексті участі в європейських інтеграційних процесах // Актуальні проблеми міжнародних відносин. — Вип. 60. — Ч. 1. — К., 2006 (англ. мовою);
- Країнознавство. Країни СНД, Європи і Північної Америки: навчальний посібник для вузів / Микола Савович Дорошко, Роман Анатолійович Кривонос, Володимир Прокопович Крижанівський, Наталя Федорівна Сербіна . — Київ: Ніка-Центр, 2009 . — 310 с. : іл. — Бібліогр.: с.300-310 . — На укр. яз. — ISBN 978-966-521-490-8.[1]
- Українська дипломатична енциклопедія: У 2-х т./Редкол.:Л. В. Губерський (голова) та ін. — К.:Знання України, 2004 — Т.1 — 760с. ISBN 966-316-039-X
- Українська дипломатична енциклопедія: У 2-х т./Редкол.:Л. В. Губерський (голова) та ін. — К.:Знання України, 2004 — Т.2 — 812с. ISBN 966-316-045-4